# Bahnhof Rosenheim
Der Bahnhof Rosenheim ist der zentrale Personenbahnhof der Stadt Rosenheim in Bayern. Er war 2009 mit etwa 20.000 Reisenden täglich der siebtgrößte Personenbahnhof in Bayern. Als Eisenbahnknoten verknüpft er die Bahnstrecken nach Holzkirchen, Kufstein, Mühldorf, München und Salzburg miteinander. Für eine Umfahrung des Bahnhofes auf der Relation zwischen Salzburg und Innsbruck wurde 1982 die Rosenheimer Kurve erbaut.
Der am 31. Oktober 1857 eröffnete Bahnhof erwies sich schon in den 1870er Jahren als zu klein, sodass er am 19. April 1876 weiter in Richtung Westen verlegt werden musste. Bald entwickelte sich die Bahnstation zu einem internationalen Verkehrsknoten in Richtung Österreich und Italien. Der Bahnhof liegt nahe dem Zentrum der Stadt mit direktem Zugang zur Innenstadt. Er gehört zur zweithöchsten Preisklasse und wird täglich von etwa 150 Regional- und Fernverkehrszügen angefahren.

## Lage
Der Personenbahnhof liegt südlich des Stadtzentrums von Rosenheim. Das Empfangsgebäude zeigt seine Stadtfront zum Südtiroler Platz, an den sich die Luitpoldstraße anschließt. Sie schließt gemeinsam mit der Münchener und der Gießereistraße das Bahnhofsgelände nach Norden ab. Im Westen überquert die Münchener Straße die Bahnanlagen. Im Süden liegt die Klepperstraße, an der sich Parkplätze und Kleingärten befinden. Im Osten unterquert das Bahngelände die Kufsteiner Straße. Bei der Eigendarstellung (Konzernrichtlinie 408) der Deutschen Bahn AG ist der Bahnhof allerdings viel weiter ausgedehnt. Die Abzweigstellen Rosenheim Süd und Rosenheim Ost gehören zu dieser Betriebsstelle.

## Geschichte

### Alter Bahnhof Rosenheim

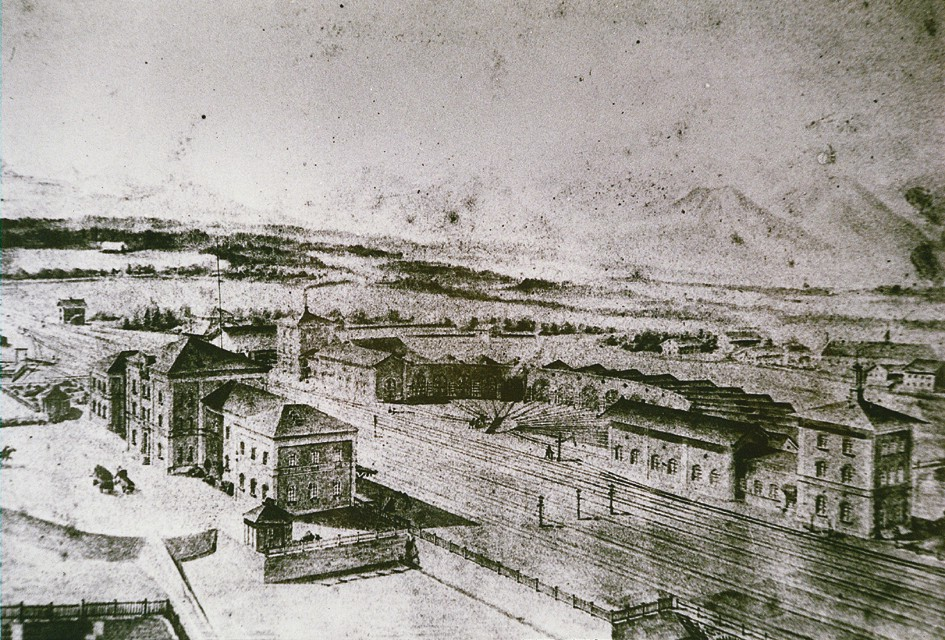
Zeichnung des Alten Bahnhofes Rosenheim

Alter Bahnhof und Bahnhofsgelände um 1865

Die alte Bahnstrecke entlang der Prinzregentenstraße

Neues Bahnhofsgebäude 1876

Pferdeomnibus

Omnibuslinie Bahnhof – Max-Josefs-Platz – Innbrücke

Die ersten Vorplanungen der bayerischen Eisenbahnbaukommission von 1849 für einen Bahnhof sahen eine Anlage im südlich gelegenen Heiligblut vor, deren Gelände günstig zu erwerben gewesen wäre. (Lage). Schon 1850 protestierte jedoch der Magistrat gegen diesen Standort, weil die Stadt dadurch wirtschaftliche Nachteile zu erwarten gehabt hätte, da bei Heiligblut kein Güterumschlag zwischen Schiff und Bahn möglich gewesen wäre. Joseph Anton von Maffei befürwortete daher eine Lage nahe dem Inn, nachdem er 1850 eine Konzession für eine Schifffahrtslinie von Passau nach Rosenheim beantragt hatte. 1851 wurde der Staatsvertrag zwischen Bayern und Österreich geschlossen, der Bayern verpflichtete, die Mangfalltalbahn und die Bahnstrecken nach Kufstein und Salzburg zu bauen. Beide Parteien waren sich immer noch nicht einig. Nur die Planungen der Inn-näheren Variante machten kleine Fortschritte, da Joseph Anton von Maffei mit dem München-Salzburger-Eisenbahn-Verein den Bau der Bahnstrecken vorantrieb. 1852 wurde der Bau der Bahnstrecken wieder dem Staat übertragen, sodass beide Möglichkeiten geplant wurden, damit sich die Parteien in den folgenden Jahren einigen könnten. Nach Abschluss der Planungen ergab es sich, dass die verschiedenen Varianten gleich weit vom Rosenheimer Ortskern entfernt waren. Ein Nachteil der Inn-näheren Möglichkeit war, dass die Bahnstrecke Rosenheim–Kufstein länger geworden wäre. Außerdem lag die südliche Variante in der Nähe der königlichen Saline, die von dort einfach an den Bahnhof anzuschließen war.
Am 7. April 1854 beendete König Maximilian II. den Streit, indem er sich für die südliche Variante aussprach. Als Entschädigung für den Markt Rosenheim sollte eine Straße vom Markt zum Bahnhof gebaut werden. 10.000 Gulden aus der Salinenkasse sollten den Straßenbau finanzieren. Weil die Genehmigung der Pläne sich bis Mai 1857 verzögerte, war für die Eröffnung der Mangfalltalbahn ein provisorischer Bahnhof nötig. Auf dem Roßacker, der ein paar hundert Meter in Richtung München vor dem eigentlichen Bahnhof lag, ging am 31. Oktober der provisorische Bahnhof aus Holz in Betrieb, er hatte sieben Gleise. Am 5. August 1858 wurde die Bahnstrecke nach Kufstein eröffnet und am 13. November konnte der provisorische Bahnhof stillgelegt werden, da der eigentliche Bahnhof in Betrieb genommen wurde.
Der Bahnhof Rosenheim hatte nun sechs Durchgangsgleise, eine Schiebebühne mit Wagenwerkstatt und nördlich einen 18-ständigen Lokschuppen. Eine Ortsgüteranlage mit Ladegleisen, einer Kopframpe, einer Seitenrampe und einem Güterschuppen befand sich südöstlich des Empfangsgebäudes. Das Empfangsgebäude, von dem Architekten Eduard Rüber mit Stilelementen der italienischen Villenarchitektur entworfen und von Georg Friedrich Christian Bürklein mit erbaut, war ein dreistöckiger Backsteinbau mit zwei Seitenflügeln. Im Untergeschoss des Bahnhofsgebäudes befanden sich Diensträume und Wartesäle, im Obergeschoss Dienstwohnungen für die Eisenbahner. Am Bahnhofsgebäude gab es zur Gleisseite hin eine Bahnsteigüberdachung, die restlichen Bahnsteige waren nicht überdacht. Vom Bahnhof führte eine Anschlussbahn, die „Salzspur“, zur königlichen Saline und auch der Inn wurde mit einem Anschlussgleis an den Bahnhof angeschlossen. 1867 frequentierten den Bahnhof schon über 100.000 Fahrgäste, im selben Jahr wurden 40.000 Tonnen Güter verladen.
Durch die Eröffnung der Brennerbahn stieg das Verkehrsaufkommen weiter an und die königlich bayerische Verwaltung forderte bauliche Erweiterungen. Das Bahnhofsgebäude erhielt seitliche Anbauten für 300.000 Gulden. Die Gleisanlagen im Süden des Bahnhofes wurden vergrößert. 1869 folgte ein weiterer Rundlokschuppen. Er entstand zwischen dem Abzweig der Salzburger und der Kufsteiner Strecke, weil im Bahnhofsbereich der Platz fehlte. Diese Erweiterungen reichten in Hinsicht auf die geplanten Strecken noch nicht aus. Einer Erweiterung des Bahnhofes standen die hohen Grunderwerbskosten und die umliegenden Flussläufe entgegen. Die Generaldirektion entschied sich für einen neuen Standort westlich der alten Anlage – er war nur 90.000 Gulden teurer als ein Umbau des alten Bahnhofs. 1871 wurde die Bahnstrecke München–Grafing–Rosenheim eröffnet. Der Güterumschlag im Bahnhof stieg in der Folge auf 80.000 Tonnen jährlich. Das Wirtschaftswachstum sollte nicht behindert werden, deswegen wurde der Umbau des Bahnhofes sofort notwendig. Am 28. April 1872 stellte der Staat 800.000 Gulden für die Verlegung zur Verfügung. Weil die Verlegung des Bahnhofs wichtiger erschien, gingen die restlichen 490.000 Gulden zu Lasten der Bahnstrecke nach Mühldorf. Im April 1873 begannen die Arbeiten für den Bahnhofsneubau. In der Nacht vom 18. auf den 19. April 1876 wurde der Bahnhof an den aktuellen Standort verlegt. Das alte Bahnhofsareal mit Empfangsgebäude wurde nach dem Rückbau der Gleise 1878 an die Stadt Rosenheim verkauft. Das ehemalige Empfangsgebäude dient heute als Rathaus und der Lokschuppen ist das Ausstellungszentrum. Seit 1983 sind das alte Bahnhofsgebäude und der alte Lokschuppen denkmalgeschützt.

### Neuer Bahnhof Rosenheim

#### Fertigstellung und Bahnhofsumbauten nach 1885
Die Entwürfe in fast klassizistisch erscheinender Neurenaissance für das neue Empfangsgebäude schuf der Architekt Jakob Graff – eine Gestaltung, die viele der bayerischen Bahnhöfe aus dieser Epoche zeigten. Das Gebäude bestand aus einem Mittelbau und zwei zur Stadtseite zeigenden Flügelbauten. Im Erdgeschoss des Gebäudes befanden sich die Abfertigungsschalter, die Diensträume, ein Königssaal und je ein Warteraum für die erste, zweite und dritte Klasse. Seitlich des Empfangsgebäudes standen auf beiden Seiten Nebenbauten. Der Bahnhof hatte sieben durchgehende Gleise an vier überdachten Bahnsteigen. Er war neben dem Augsburger Hauptbahnhof vermutlich der erste bayerische Bahnhof mit einer Bahnsteigunterführung. Im Osten befand sich eine Wagenwerkstatt mit einer Schiebebühne; der bestehende Güterhof erhielt zusätzlich eine Ladehalle und eine Laderampe. Am 1. Mai 1876 wurde eine weitere Hauptbahn nach Mühldorf eröffnet. Es folgten zwei 26- und 28-ständige Lokschuppen. Die beiden Lokschuppen waren erst im Herbst 1876 fertig, deshalb wurden die alten Remisen bis dahin weiter genutzt.
In der Folgezeit wuchs das Güteraufkommen stetig: 1876 wurden 86.000 Tonnen Güter verladen, 1888 schon 124.000 Tonnen. Nach 1885 wurden im Bahnhofsbereich zahlreiche Gebäude und 1889 die Gleisanlagen umgebaut; 1890 wurden die Seitengebäude des Empfangsgebäudes abgerissen und durch neue Anbauten ersetzt. In den Jahren 1890 und 1891 wurde für 20.000 Mark eine Fußgängerbrücke in der Nähe des Empfangsgebäudes errichtet, der sogenannte Kleppersteg. 1890 begannen wegen des zweigleisigen Ausbaus der Strecken zwischen München und Rosenheim (1894), Rosenheim und Salzburg (1895) und nach Kiefersfelden (1894) die Bauarbeiten zur Zentralisierung des Bahnhofs; dazu wurden die Hebel zum Stellen der Weichen und der Signale in mechanischen Stellwerken neu geordnet und zusammengefasst. 1892 wurde für 3334 Mark ein Schuppen für Wagenausrüstungsgegenstände, 1894 ein neues Gebäude für das Oberbahnamt gebaut. Täglich hielten im Jahr 1900 etwa 100 Züge in Rosenheim; das Güteraufkommen lag um 1900 bei 242.000 Tonnen jährlich.
Ab Frühjahr 1900 erhielt der Bahnhof mittels Pferdeomnibussen eine neue Anbindung an die Rosenheimer Innenstadt. Die zweispännigen Fahrzeuge befuhren die Ringlinie Bahnhof – Max-Josefs-Platz – Innbrücke – Bahnhof. Das Verkehrsmittel konnte für einen Fahrpreis von 15 Pfennig für die gesamte Strecke und zehn Pfennig für eine Teilstrecke benutzt werden. Später mussten die Pferdeomnibusse anderen Verkehrsmitteln wie Kraftfahrzeugen und Kraftomnibussen weichen.
1901 erhielten Bahnsteige und Gleisanlagen elektrische Beleuchtung. Im selben Jahr wurde die Drehscheibe des Betriebswerks Rosenheim erneuert. Wegen der steigenden Anzahl von Zügen, die im Bahnhof Rosenheim begannen oder endeten, wurde in den Jahren 1904 und 1905 für 19.845 Mark eine neue Wagenreinigungshalle errichtet. Die Zentralisierung des Bahnhofs war am 1. Mai 1905 mit der Inbetriebnahme der vier neuen Stellwerke abgeschlossen. Um für die Lokomotiven genug Platz zu schaffen, wurde von 1905 bis 1906 die im Osten liegende Lokomotivremise erweitert. 1913 wurde eine Speisewasser-Reinigungsanstalt für 21.868 Mark erbaut. 1914 folgte eine Wasserreinigungsanlage für das Bahnbetriebswerk, die 18.139 Mark kostete.

Empfangsgebäude um 1890
Wirtshaus im Bahnhof gegen 1880
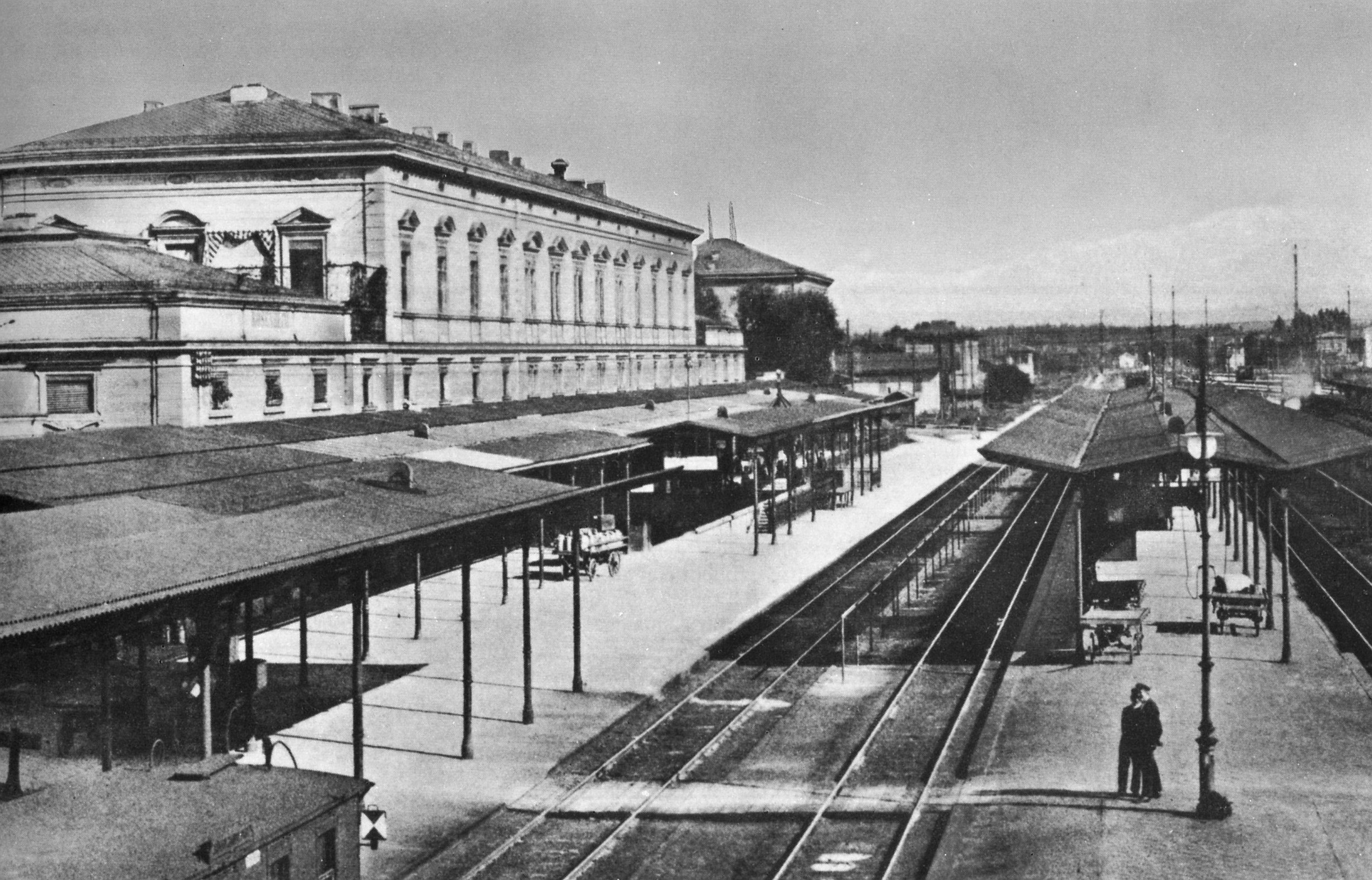
Bahnsteige des Bahnhofs 1905
Eine Lok am Bahnhof Rosenheim um 1890
Ein Personenzug am Bahnhof Rosenheim um 1910

#### Im Ersten und Zweiten Weltkrieg
Während des Ersten Weltkriegs war der Bahnhof Rosenheim durch zahlreiche Militärtransporte überlastet. Daher wurde ab Oktober 1915 ein Güterbahnhof mit 17 Gleisen zwischen Rosenheim und Kolbermoor errichtet, der als Sanierungsanlage (Sana) bezeichnet wurde. Daneben wurden Wagenhallen und Baracken für das Militärpersonal errichtet. Die Anlage diente der medizinischen und sanitären Behandlung der von der Front zurückkehrenden Truppen und der Zusammenstellung und Auflösung vieler Truppentransporte. Im Herbst 1916 erhielt die Sanierungsanlage zur Unterstützung der österreichischen Truppen zwölf neue Lokomotiven der österreichischen Eisenbahnen. 1921 wurde der Güterbahnhof mit Ausnahme von drei Gleisen abgerissen. Die abgerissenen Gleise wurden für den Bau des Rangierbahnhofes München Ost wiederverwendet.
In den Jahren 1927 und 1928 wurden die Bahnstrecken München–Salzburg und Rosenheim–Kufstein elektrifiziert; im Bahnbetriebswerk Rosenheim waren nun auch Elektrolokomotiven beheimatet. Während des Zweiten Weltkriegs passierten erneut zahlreiche Truppentransporte Rosenheim. Die in Richtung Kolbermoor gelegene Sana wurde wieder aufgebaut, sie diente nun zur Zugbildung von Militärtransporten, und an der Strecke Rosenheim–Kufstein wurde im Herbst 1942 der Vorbahnhof Rosenheim Süd eröffnet.
Am 11. September 1942 folgte die Abzweigstelle Rosenheim Süd, die direkte Ein- und Ausfahrten in Richtung Kufstein ermöglichte und mit Fahrdienstleitern besetzt war. Wegen der strategischen Bedeutung wurde Rosenheim ab dem 20. Oktober 1944 Ziel von 13 Luftangriffen der Alliierten. Am 18., 19. und 20. April 1945 wurden die gesamten Bahnanlagen zerstört, worauf der Bahnbetrieb eingestellt wurde. Nur einige Verwaltungsgebäude und das Bahnpostamt blieben weitgehend unbeschädigt.

#### Nachkriegszeit
Ab dem 18. Mai 1945 fuhren auf einigen wiederhergestellten Gleisen einzelne Züge der US-Armee in Richtung Freilassing. Erst nach 1950 waren die gesamten Gleisanlagen wiederaufgebaut. Der Bahnhof Rosenheim Süd diente nur noch zum Abstellen von Zügen. Als Ersatz für das zerstörte Empfangsgebäude wurden zwei Baracken für die Gepäckabfertigung und den Fahrkartenverkauf am Bahnhofsvorplatz errichtet. Der erhalten gebliebene Ostflügel des Bahnhofsgebäudes beherbergte das amerikanische Railway Transport Office und ab 1950 das Bahnhofsrestaurant. Die Deutsche Bundesbahn hatte nicht genügend Finanzmittel, um ein neues Empfangsgebäude zu bauen, und erhielt deshalb Unterstützung vom bayerischen Staat. 1952 begannen die Bauarbeiten für das neue Empfangsgebäude am Westflügel, die 1954 abgeschlossen waren. Nachdem der Rest des alten Bahnhofsgebäudes abgerissen worden war, wurde am 27. Juli 1957 das neue Gebäude eröffnet. Die Gesamtkosten betrugen 2 Millionen Deutsche Mark. Am 9. Dezember 1957 ersetzten zwei Drucktastenstellwerke sechs mechanische Stellwerke. Das Stellwerk des Fahrdienstleiters entstand in der Bauform DrS, das Rangierstellwerk entsprach der Bauform DrS0. Die Kosten, 2.090.000 DM, trug die Deutsche Bundesbahn.
Der Wiederaufbau des ebenfalls im Zweiten Weltkrieg zerstörten Eisenbahnstegs verzögerte sich aus finanziellen Gründen immer wieder. 1954 begann der Bau der knapp 205.000 Deutsche Mark teuren Fußgängerbrücke. Die Finanzierung teilten sich die Bahn, die Stadt Rosenheim und die Klepper-Werke. Der „Kleppersteg“ war 137 Meter lang und 8 Meter hoch. Verbaut wurden knapp 95 Tonnen Stahl und 140 Kubikmeter Beton. Die feierliche Eröffnung fand am 2. Juli 1954 statt.

#### Entwicklung des Bahnhofs bis 2009
Ab Mai 1967 verkehrten in Rosenheim Korridorzüge der Österreichischen Bundesbahnen (ÖBB) über das Große deutsche Eck. Die Züge fuhren von Salzburg nach Innsbruck, machten in Rosenheim Kopf, wobei das Ein- und Aussteigen verboten war, und verkehrten weiter in Richtung Kufstein. Ende der 1960er Jahre wurden einige Güterzüge nach Italien von den italienischen Bahnen nicht übernommen; die Italienischen Staatsbahnen verweigerten die Weiterfahrt vieler Züge. Deshalb wurden zahlreiche Güterzüge rund um München abgestellt, unter anderem in Rosenheim auf der Abstellgruppe Süd. Die Weiterfahrt der Züge verzögerte sich teilweise um mehrere Monate, bis sie ihre Fahrt nach Italien fortsetzten konnten. Nach 1972 wurde es problematisch, die Züge abzustellen, da nicht mehr genügend Gleise vorhanden waren. Am 8. Januar 1976 begann der Bau einer Ausfahrtmöglichkeit aus der Abstellgruppe Süd in Richtung Kufstein, die am 19. Dezember 1977 fertiggestellt war. In den folgenden Jahren verbesserte sich die Situation. Die Fahrleitungsmeisterei wurde am 1. Januar 1982 aufgelöst und ihr Gebäude abgerissen. Am 8. Februar 1982 wurde die Rosenheimer Kurve in Betrieb genommen, ab diesem Tag mussten die ÖBB-Korridorzüge im Bahnhof Rosenheim nicht mehr Kopf machen.
1983 wurde der Bahnhof Knotenpunktbahnhof. Daraufhin wurde am 25. September 1988 der Knotenpunktbahnhof Traunstein in den Bedienungsbereich Rosenheim integriert. Der Bahnhof Rosenheim wurde für die Zugbildungen und den Nahgüterverkehr im Bahnhof Traunstein verantwortlich. 1992 wurde der Bahnhof Freilassing in den Bedienungsbereich des Bahnhofes Rosenheim eingegliedert. Das Bahnbetriebswerk Rosenheim wurde am 1. Juli 1990 abgerissen und 1998 die Gepäckabfertigung im Bahnhof aufgelöst. Einige Jahre später wurde der DB-Cargo-Bahnhof Rosenheim Standort des DB-Cargo-Bahnhofs Mühldorf. Der DB-Cargo-Bahnhof Mühldorf wurde somit vom Standort Rosenheim verwaltet. 2003 wurde das städtische Anschlussgleis stillgelegt.

#### Umbau zur Landesgartenschau
Im Zusammenhang mit der Landesgartenschau 2010 generalsanierte die Stadt Rosenheim zusammen mit der Deutschen Bahn innerhalb von zweieinhalb Jahren für knapp 40 Millionen Euro den Personenteil des Bahnhofes Rosenheim. Das gesamte Empfangsgebäude wurde renoviert und energetisch saniert. Durch die Baumaßnahmen konnte der Primärenergiebedarf des Empfangsgebäudes um 90 Prozent reduziert werden, womit der Bahnhof Rosenheim der Spitzenreiter des Konjunkturprogramms im Energiesparen ist. Das Gebäude entsprach damit bereits 2010 der EnEV 2012. Außer der Erhöhung der Bahnsteige und der Erneuerung der Bahnsteigdächer konnten im Empfangsgebäude große Flächen für den Einzelhandel geschaffen werden. Mit dem Einbau eines Blindenleitsystems und dem Bau von vier Aufzügen zu den Bahnsteigen wurde der Personenbahnhof barrierefrei gestaltet. Zusätzlich wurde die nicht mehr zeitgemäße Unterführung durch eine neue verlängerte Bahnsteigunterführung ersetzt, die nun an die stark erweiterte Park-and-Ride-Anlage südlich des Bahnhofs anschließt. Dort stehen jetzt mehr als 400 Pendlerparkplätze und 280 überdachte Fahrradstellplätze zur Verfügung. Im April 2017 wurde die ehemalige Fußgängerbrücke, der Kleppersteg, abgerissen.

#### Flüchtlingskrise

Unfall 1891

Der Bahnhof Rosenheim war ein Brennpunkt der Flüchtlingskrise in Deutschland ab 2015. Hier liefen Brennerroute sowie Balkanroute zusammen. Bereits im Sommer 2015 registrierte die Polizei des Landes und der Bahn täglich Hunderte Asylsuchende. Um die wachsende Zahl bewältigen zu können, bauten Bundeswehr und Technisches Hilfswerk im September 2015 Zelte zur Registrierung von Flüchtlingen auf. Außerdem wurde der Zugverkehr zwischen Salzburg und Rosenheim bzw. Kufstein und Rosenheim wegen eines zu starken Andrangs von Einwanderern zeitweise eingestellt.

### Unfälle
Seit seiner Eröffnung ereigneten sich am Bahnhof Rosenheim zwei nennenswerte Unfälle.
- Am 16. März 1891 stieß der Personenzug 503 aus Holzkirchen mit der Lokomotive eines Güterzuges seitlich zusammen. Dabei wurden vier Personen verletzt und es entstand hoher Sachschaden an Schienen und Lokomotiven, da die Loks und einige Wagen umkippten.
- Am 29. Mai 1970 übersah der Lokführer eines mit Chemikalien beladenen Güterzugs das Einfahrsignal und fuhr auf einen in Richtung Salzburg fahrenden Güterzug auf, es kam zu einem Großbrand im Bahnhof.[42]

## Aufbau

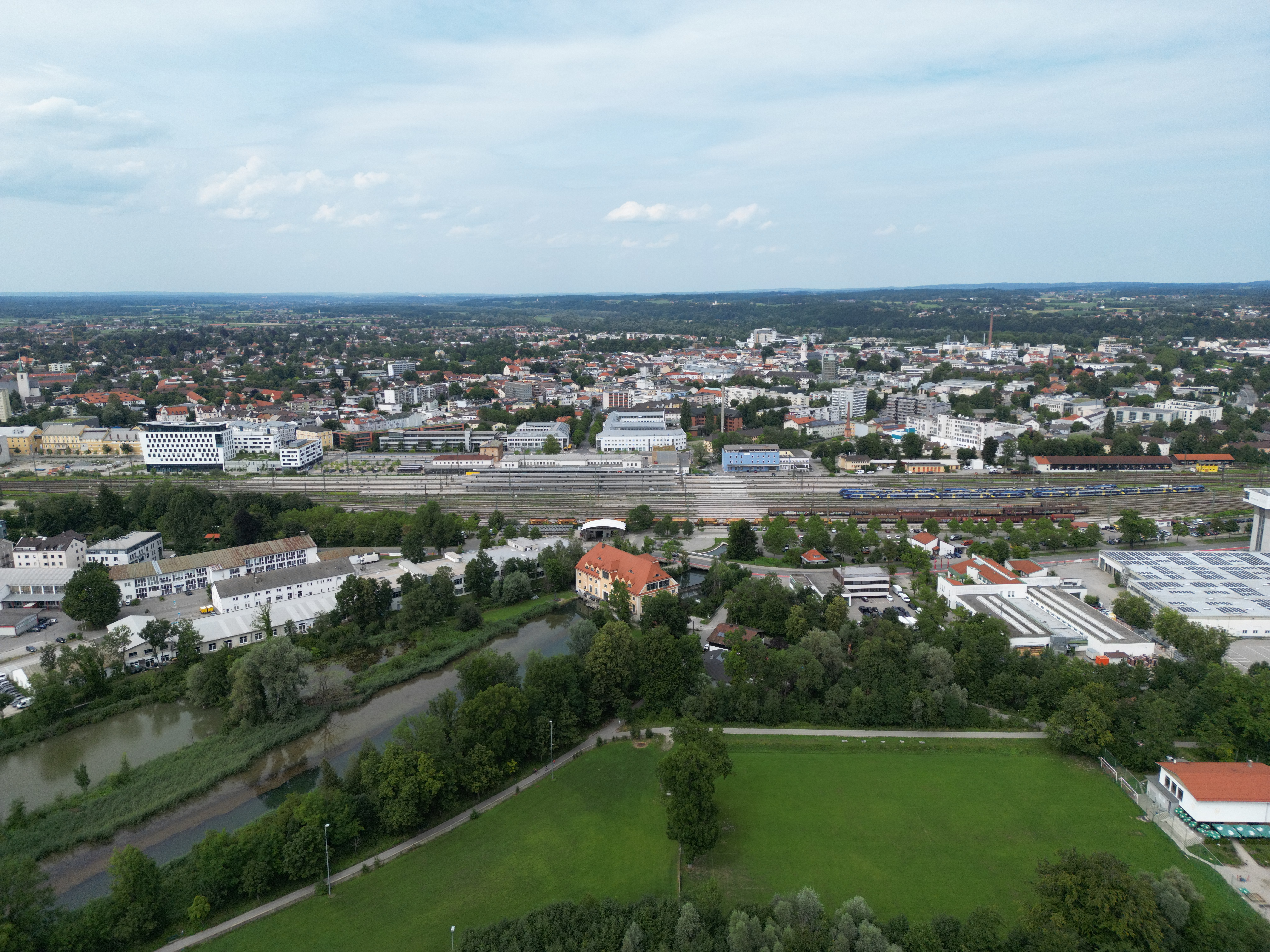
Luftbild des Bahnhofs

### Bahnhofsgebäude

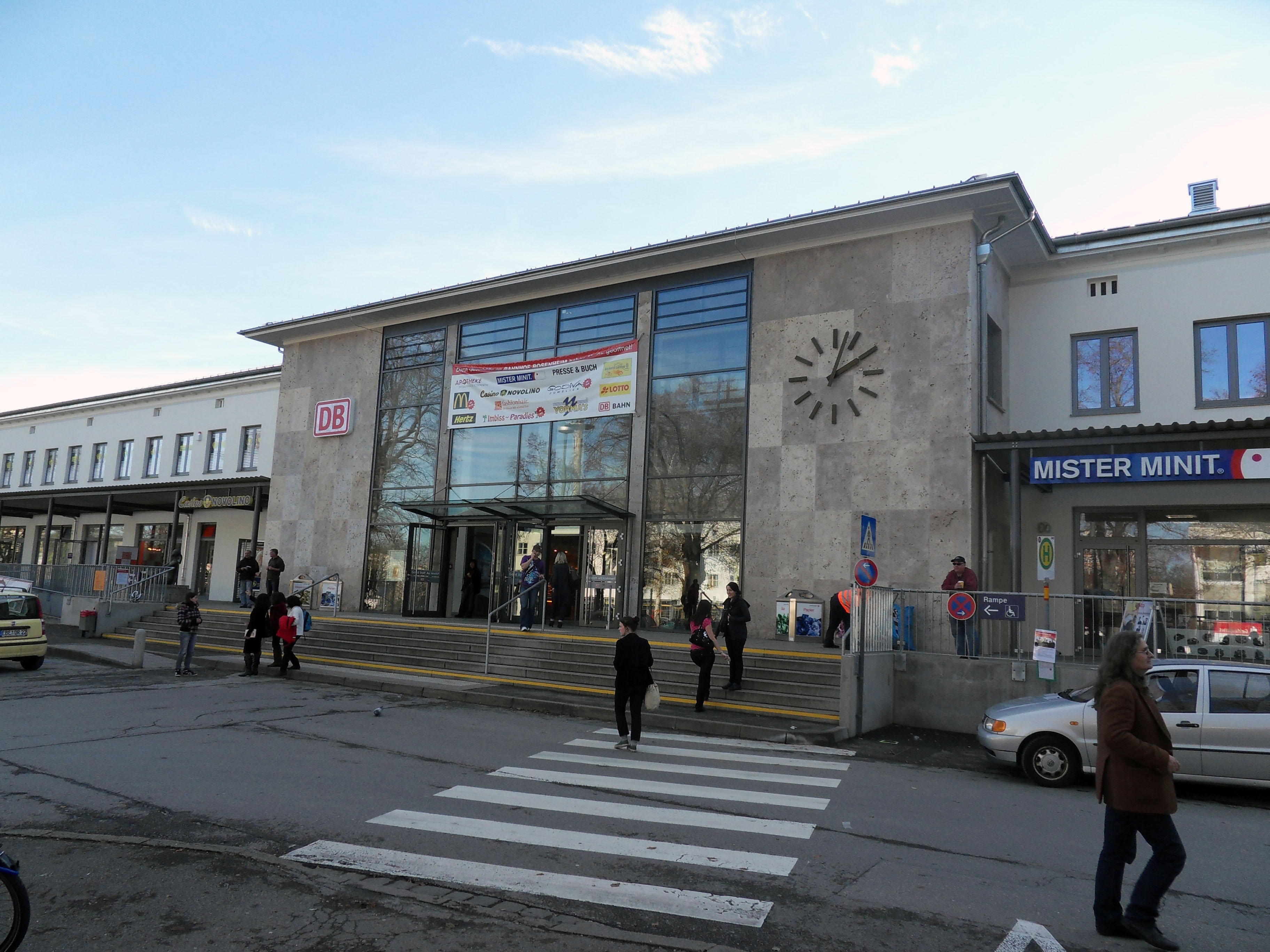
Renovierte Bahnhofshalle von außen

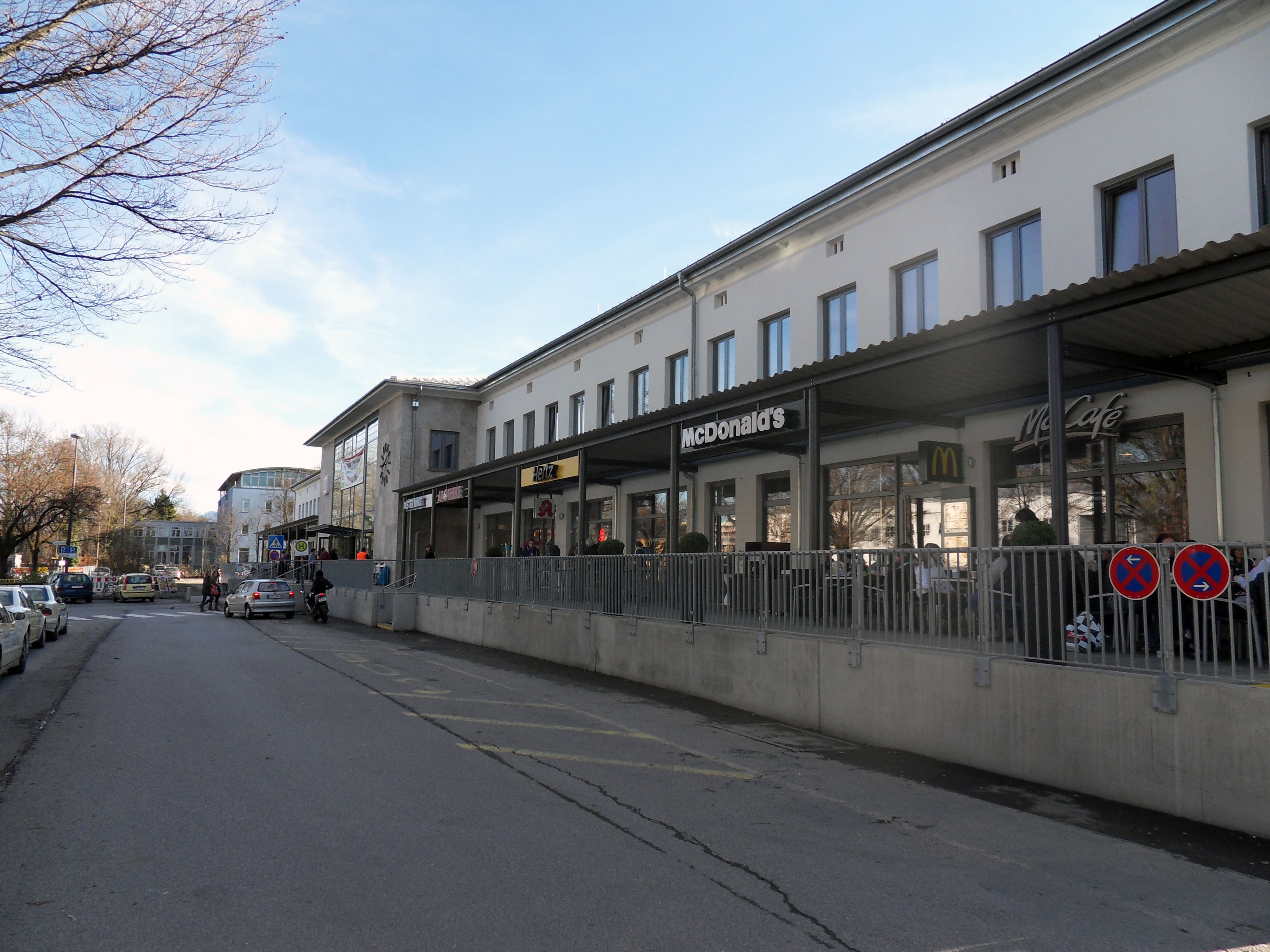
Nordansicht des renovierten Bahnhofsgebäudes

Im Zweiten Weltkrieg wurde das Empfangsgebäude zerstört, nach der Wiederaufnahme des Betriebs wurde es durch provisorische Holzbaracken ersetzt. 1952 begannen die Arbeiten für einen Neubau. Der Westflügel konnte bis 1954 fertiggestellt werden, allerdings waren danach keine finanziellen Mittel für das restliche Gebäude mehr vorhanden. In den schon errichteten Räumen entstanden Büros der Bahnhofsverwaltung, für verschiedene Ämter sowie die Gepäckabfertigung. Das im Juli 1957 eröffnete Bahnhofsgebäude liegt mittig zum Südtiroler Platz, dessen Hauptzugang aus der Bahnhofsstraße erfolgt, sodass sich das Gebäude in das Stadtbild einfügt und von Weitem sichtbar ist. In der heutigen Empfangshalle gibt es Sitzmöglichkeiten und eine LCD-Anzeige mit aktueller Fahrplanübersicht. Außerdem sind in den Seitenflügeln das Reisezentrum, ein Schnellrestaurant, Bäckereien, Spiel- und Schreibwarenläden eingerichtet. In der Bahnhofshalle ist ein Service-Point vorhanden. Die Bahnhofshalle ist mit Kunstwerken und Gemälden geschmückt, was unter anderem durch das Projekt Kunst am Bau ermöglicht wurde; an der Südseite entstand ein Keramikmosaik. Auf dem Bahnhofsvorplatz steht zudem eine Bronzeplastik der Bildhauerin Marianne Lüdicke. Das Kunstwerk heißt eigentlich Sitzendes Mädchen, wird aber meist Bahnhofs-Zenzi genannt.

### Stellwerke
Bis 1959 existierten mehrere Stellwerke und Stellwerksbuden im Bahnhofsbereich. Sie wurden in zwei Stellwerken zusammengefasst. Das im Dezember 1959 in Betrieb genommene Stellwerk Rf Rosenheim Fahrdienstleiter wurde als Drucktastenstellwerk des Typs SpDrS59 Bauart Siemens ausgeführt. Ein weiteres Drucktastenstellwerk SpDrS2 entstand 1959 als Rangierstellwerk Rw im Osten der Gleisanlagen für die Rangierbereiche und den Ablaufberg. Dieser Bereich konnte durch einen Wärter zeitweise besetzt werden, konnte aber auch vom Stellwerk Rf aus bedient werden Im Jahre 1977 wurde das Stellwerk Rf um einen weiteren Stelltisch und die entsprechenden Relaisanlagen in Form eines Spurplandrucktastenstellwerkes der Bauart Siemens SpDrS60 für die Fernsteuerung der Abzweigungen Rosenheim Süd, Rosenheim Ost und Landl sowie der „Rosenheimer Kurve“ erweitert. Am 16. November 2003 wurden beide Stellwerke durch ein elektronisches Stellwerk ersetzt; das unter anderem die Bahnhöfe Raubling, Brannenburg, Fischbach (Inn), Oberaudorf, Kiefersfelden, Bad Endorf und Prien am Chiemsee fernsteuert. Das elektronische Stellwerk Rosenheim wird seit dem 2. März 2005 von der Betriebszentrale München gesteuert.

### Infrastruktur

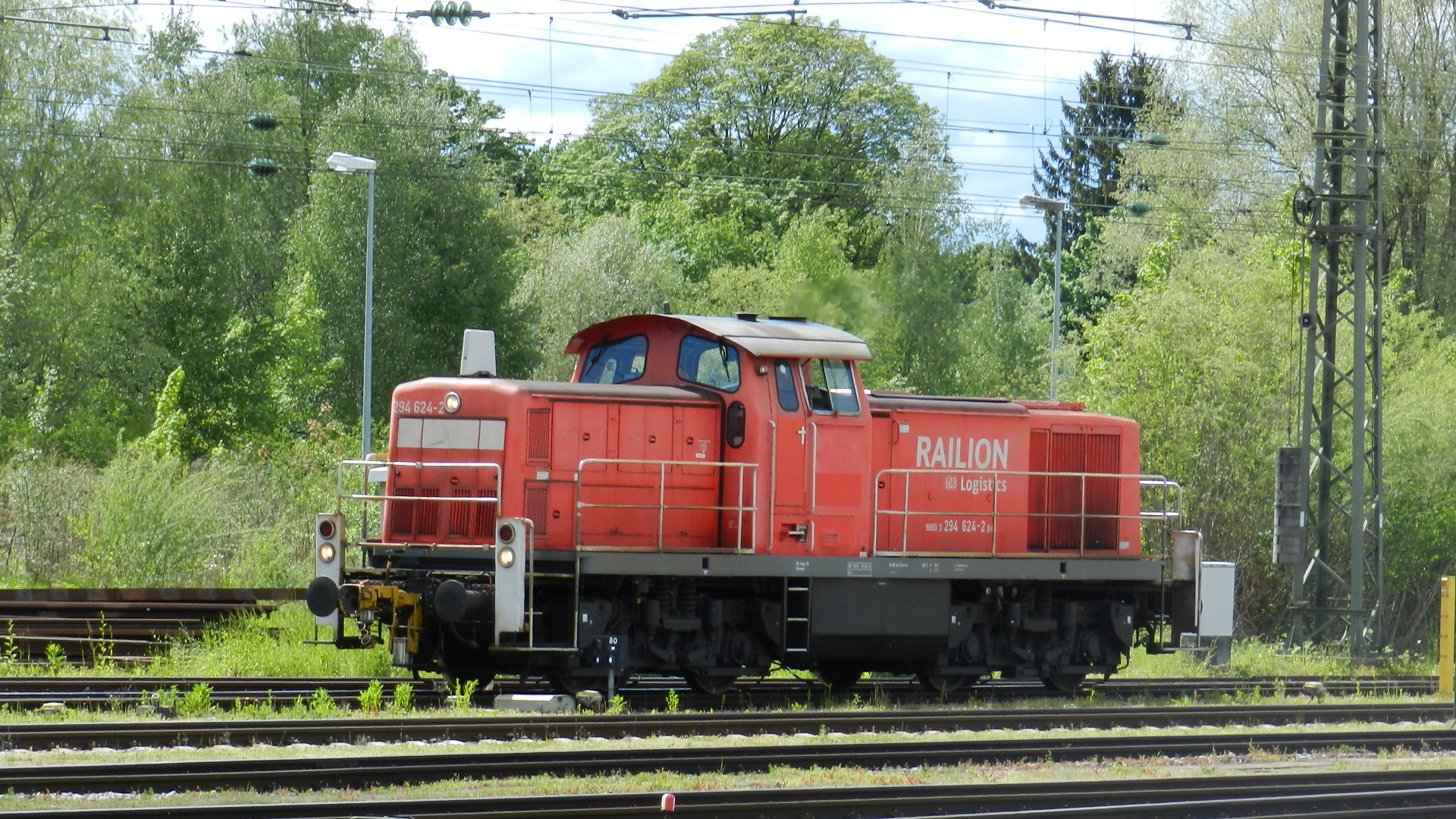
Rangierfahrt im Bahnhof

#### Bahnsteige

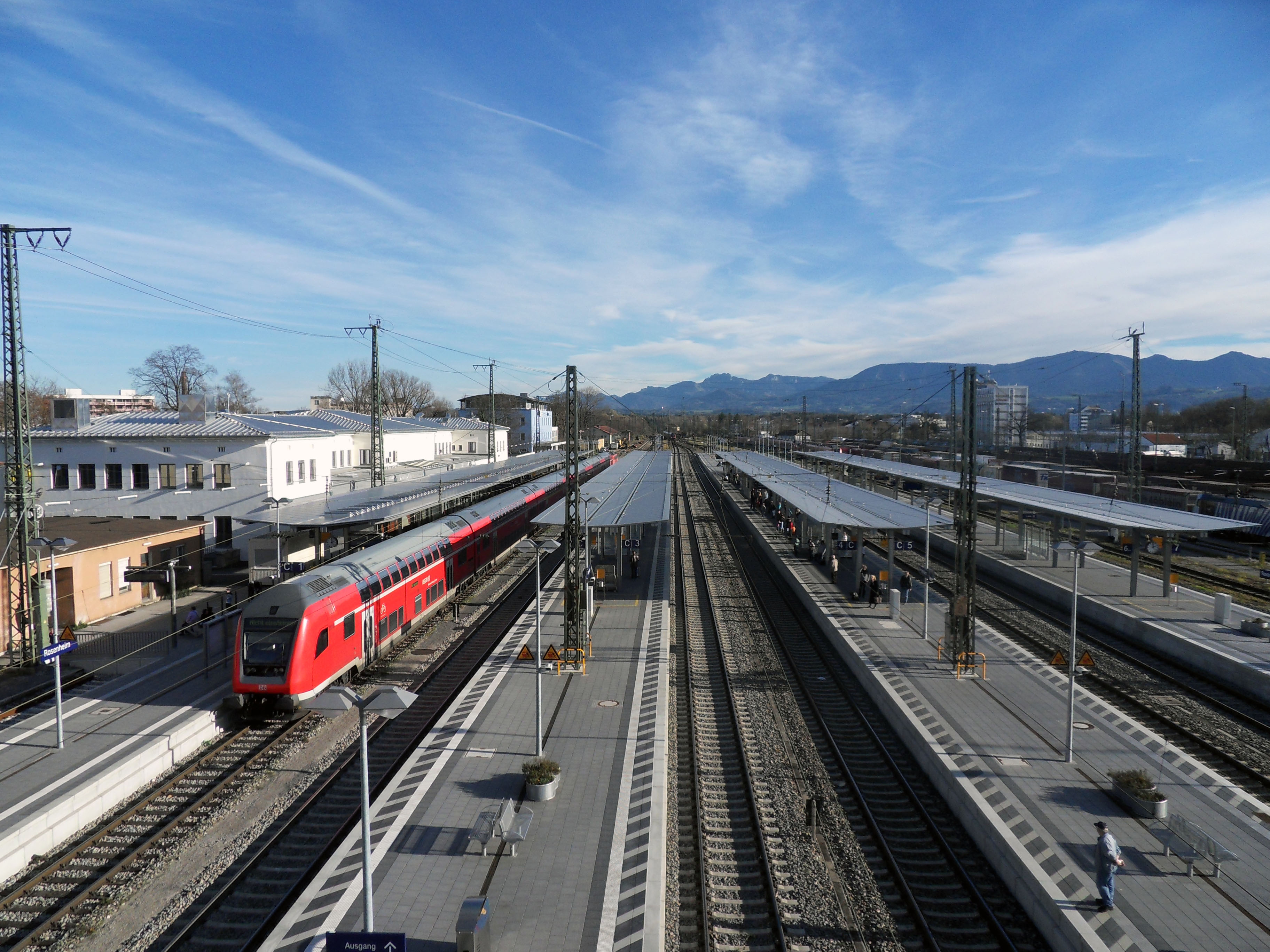
Gleisanlagen

Der Bahnhof hat acht Bahnsteiggleise an vier Bahnsteigen, darunter ein seitlich an den Hausbahnsteig anschließendes Stumpfgleis. Die Bahnsteige sind überdacht und verfügen über digitale Zugzielanzeiger. Alle Mittelbahnsteige sind über eine Fußgängerunterführung mit dem Hausbahnsteig und einem Ausgang südlich der Bahnhofsanlagen verbunden. Lifte ermöglichen einen stufenfreien Zugang zum Bahnsteig. Alle Bahnsteige – außer dem für Gleis 1a – sind in der Mitte des Bahnsteiges 133 Meter lang überdacht.
| Gleis | Nutzbare Länge [m] | Bahnsteighöhe [cm] | Aktuelle Nutzung                                                 |
| ----- | ------------------ | ------------------ | ---------------------------------------------------------------- |
| 1a    | 120                | 55                 | Nahverkehrszüge Richtung Wasserburg (Inn), Mühldorf (Oberbayern) |
| 1     | 320                | 76                 | Nah- und Fernverkehrszüge aus Salzburg in Richtung München       |
| 2     | 405                | 76                 | Fernverkehrszüge aus Salzburg in Richtung München                |
| 3     | 405                | 76                 | Nah- und Fernverkehrszüge aus Kufstein in Richtung München       |
| 4     | 405                | 76                 | Nah- und Fernverkehrszüge in Richtung Freilassing/Salzburg       |
| 5     | 405                | 76                 | Nah- und Fernverkehrszüge in Richtung Kufstein                   |
| 6     | 320                | 76                 | Nahverkehrszüge in Richtung Holzkirchen                          |
| 7     | 320                | 76                 | Nahverkehrszüge aus Kufstein in Richtung München                 |

#### Eisenbahnstrecken

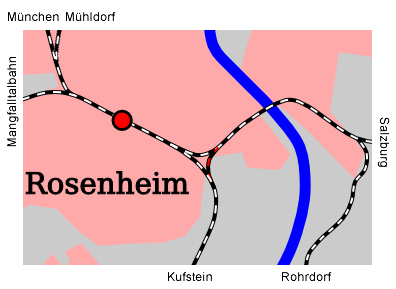
Karte des Eisenbahnnetzes in Rosenheim

Im Bahnhof Rosenheim führen mehrere Eisenbahnstrecken zusammen. Die Bahnstrecken München–Rosenheim (VzG 5510), Rosenheim–Salzburg (VzG 5703) und Rosenheim–Kufstein (VzG 5702) sind zweigleisig ausgebaute, elektrifizierte Verkehrsachsen. Diese können mit bis zu 160 km/h Höchstgeschwindigkeit befahren werden. Außerdem beginnt in Rosenheim eine nicht elektrifizierte Hauptbahn über Wasserburg am Inn nach Mühldorf (VzG 5700). Eine weitere elektrifizierte Hauptbahn ist die Bahnstrecke Holzkirchen–Rosenheim (VzG 5622) über Kreuzstraße, die ursprünglich Teil der Bayerischen Maximiliansbahn war.
Übersicht über die hier beginnenden und endenden Kursbuchstrecken:
- KBS 944[48] nach Wasserburg–Mühldorf
- KBS 950[49] nach Kufstein / Grafing–München
- KBS 951[50] nach Traunstein–Freilassing–Salzburg / Grafing–München
- KBS 958[51] nach Kreuzstraße–Holzkirchen

## Verkehrsanbindung

### Fernverkehr
In Rosenheim halten stündlich Intercity- oder Eurocity-Züge. Der Bahnhof wird von den Eurocitylinien EC 62 und EC 32 bedient, die zusammen einen Zweistundentakt herstellen.
Seit dem 11. Dezember 2011 wird Rosenheim täglich von einem ÖBB-Railjet-Express-Zugpaar von München über Wien nach Budapest bedient. Die restlichen Railjet-Züge durchfahren den Bahnhof im Zweistundentakt ohne Halt. Auf der Linie 62 verkehrt ein weiteres Zugpaar von München nach Klagenfurt als Railjet. Als Eurocity fahren zwei Zugpaare von Frankfurt am Main nach Klagenfurt, wovon mit einem ein Zugpaar ins kroatische Zagreb verkehrt. Ein weiteres Zugpaar will auf dieser Linie von Frankfurt und ein weiteres Zugpaar von Saarbrücken nach Graz. Als morgendliche Züge fahren zwei einzelne Intercitys von Salzburg nach Frankfurt.
Auf der Linie 32 verkehrt ein Zugpaar als Eurocity, mit den Namen Wörthersee, beginnend in Klagenfurt nach Dortmund fahrend. Der Gegenzug beginnt jedoch bereits in Münster. Ebenfalls im Zweistundentakt verkehrt die DB-ÖBB-Eurocity-Linie EC 89. Diese fährt mit einem Zugpaar von München nach Verona, mit drei weiteren von München nach Bologna, wovon saisonal im Sommer einer bis nach Rimini weitergeführt wird sowie mit einem das ganze Jahr über täglich von München nach Venedig. Zwei Zugpaare fahren abends mittlerweile mit einer Taktlücke noch von München nach Innsbruck. Auf selber Linie fährt abseits an Samstagen ab Innsbruck ein Railjet mit dem Namen Tirol bis nach Feldkirch. Diese Linie wird 2024 sukzessive von Eurofima-Wagenmaterial auf ÖBB Railjet 2-Garnituren umgestellt.
Ein Zugpaar der IC-Linie 24 fährt täglich zwischen Hamburg-Altona und Berchtesgaden als Königssee. Im Fahrplanjahr 2023 verkehrt freitags und samstags ein Zugpaar mit dem Namen Wilder Kaiser ein neuer 12-teiliger ICE 4 als Linie 11 über Frankfurt und der Neubaustrecke Wendlingen-Ulm saisonal von Berlin bzw. Hamburg nach Innsbruck.
Im Nachtverkehr verkehrt zudem mit dem ÖBB Nightjet von München nach Rom und La Spezia über Mailand sowie von Stuttgart nach Venedig täglich ein Nachtzug in und aus Richtung Italien. Letzterer Zug fährt mit Euronight-Kurswagen weiter nach Budapest, Rijeka bzw. Zagreb.
Seit dem Fahrplanwechsel 2023 (im Dezember 2022) hält das private österreichische Unternehmen Westbahn auch in Rosenheim. Es verkehren zwischen fünf bis sechs Züge täglich als Fernverkehr von Wien über Salzburg weiter nach München.
| Linie           | Strecke | Strecke | Taktfrequenz                                                         | Fahrzeugmaterial                                      |
| --------------- | --- | --- | -------------------------------------------------------------------- | ----------------------------------------------------- |
| RJX/RJ 90       | München – Rosenheim – Salzburg – Wien (– Budapest Keleti pu) | München – Rosenheim – Salzburg – Wien (– Budapest Keleti pu) | zwei Zugpaare                                                        | ÖBB Railjet                                           |
| IC 24           | Hamburg-Altona – Hamburg Hbf – Hannover – Göttingen – Kassel-Wilhelmshöhe – Fulda – Würzburg – Steinach – Ansbach – Augsburg – Pasing – München Ost – Rosenheim – Berchtesgaden                    | Hamburg-Altona – Hamburg Hbf – Hannover – Göttingen – Kassel-Wilhelmshöhe – Fulda – Würzburg – Steinach – Ansbach – Augsburg – Pasing – München Ost – Rosenheim – Berchtesgaden                    | ein Zugpaar                                                          | BR 101 + IC-1-Wagen                                   |
| ICE 11          | Berlin – Leipzig – Erfurt – Frankfurt – Mannheim – Stuttgart – München – Rosenheim – Kufstein – Innsbruck                                                                                          | Berlin – Leipzig – Erfurt – Frankfurt – Mannheim – Stuttgart – München – Rosenheim – Kufstein – Innsbruck                                                                                          | ein Zugpaar (Fr/Sa) saisonal                                         | ICE 4                                                 |
| ICE 11          | Hamburg-Altona – Hannover – Kassel-Wilhelmshöhe – Frankfurt – Mannheim – Stuttgart – München – Rosenheim – Kufstein – Innsbruck                                                                    | | ein Zugpaar (Fr/Sa) saisonal                                         | ICE 4                                                 |
| ICE 25          | Lübeck – Hamburg – Hannover – Kassel-Wilhelmshöhe – Würzburg – München Hbf – Rosenheim – Kufstein – Wörgl – Kitzbühel – Schwarzach-St. Veit                                                        | Lübeck – Hamburg – Hannover – Kassel-Wilhelmshöhe – Würzburg – München Hbf – Rosenheim – Kufstein – Wörgl – Kitzbühel – Schwarzach-St. Veit                                                        | ein Zugpaar (Fr/Sa) saisonal                                         |                                                       |
| EC/ICE 32       | Wörthersee: (Münster (Westf) –) Dortmund – Essen – Duisburg – Düsseldorf – Köln – Koblenz – Frankfurt – Mannheim – Heidelberg – Stuttgart – Augsburg – München – Rosenheim – Salzburg – Klagenfurt | Wörthersee: (Münster (Westf) –) Dortmund – Essen – Duisburg – Düsseldorf – Köln – Koblenz – Frankfurt – Mannheim – Heidelberg – Stuttgart – Augsburg – München – Rosenheim – Salzburg – Klagenfurt | ein Zugpaar                                                          | ICE 4                                                 |
| IC/ICE/RJ/EC 62 | Frankfurt – Heidelberg – | Stuttgart – Ulm – Augsburg – München – Rosenheim – Salzburg (– Klagenfurt / Graz) | zweistündlich                                                        | ÖBB 1016/1116 + Eurofima-Wagen / ICE 4                |
| IC/ICE/RJ/EC 62 | Saarbrücken – Mannheim – | Stuttgart – Ulm – Augsburg – München – Rosenheim – Salzburg (– Klagenfurt / Graz) | zweistündlich                                                        | ÖBB 1016/1116 + Eurofima-Wagen / ICE 4                |
| RJ/EC 89        | München – Rosenheim – Kufstein – Innsbruck – Bozen – Verona (– Venedig / Bologna – Rimini) | München – Rosenheim – Kufstein – Innsbruck – Bozen – Verona (– Venedig / Bologna – Rimini) | zweistündlich                                                        | ÖBB Railjet 2 ÖBB 1216 + Eurofima-Wagen (ein Zugpaar) |
| RJ 89           | München – Rosenheim – Kufstein – Innsbruck – St. Anton – Feldkirch | München – Rosenheim – Kufstein – Innsbruck – St. Anton – Feldkirch | ein Zugpaar (Sa)                                                     |                                                       |
| NJ              | Innsbruck – Jenbach – Wörgl – Kufstein – Rosenheim – München – Augsburg – Nürnberg – | Würzburg – Göttingen – Hannover – Hamburg | je ein Zugpaar                                                       | ÖBB Nightjet                                          |
| NJ              | Innsbruck – Jenbach – Wörgl – Kufstein – Rosenheim – München – Augsburg – Nürnberg – | Frankfurt – Mainz – Koblenz – Köln – Düsseldorf – Amsterdam | je ein Zugpaar                                                       | ÖBB Nightjet                                          |
| NJ              | Venedig – Treviso – Conegliano – Pordenone – Udine – Tarvisio – Villach – | Salzburg – Rosenheim – München Ost – Stuttgart | je ein Zugpaar                                                       | ÖBB Nightjet                                          |
| EN              | Zagreb – Ljubljana – Villach – | Salzburg – Rosenheim – München Ost – Stuttgart | je ein Zugpaar                                                       | ÖBB Nightjet                                          |
| EN              | Rijeka – Ljubljana – Villach – | Salzburg – Rosenheim – München Ost – Stuttgart | je ein Zugpaar                                                       | ÖBB Nightjet                                          |
| EN              | Budapest – Wien – | Salzburg – Rosenheim – München Ost – Stuttgart | je ein Zugpaar                                                       | ÖBB Nightjet                                          |
| WB              | Wien Westbahnhof – St. Pölten – Amstetten – Linz – Wels – Attnang-Puchheim – Vöcklabruck – Salzburg – Rosenheim – München Ost – München (– Augsburg – Günzburg – Ulm – Stuttgart)                  | Wien Westbahnhof – St. Pölten – Amstetten – Linz – Wels – Attnang-Puchheim – Vöcklabruck – Salzburg – Rosenheim – München Ost – München (– Augsburg – Günzburg – Ulm – Stuttgart)                  | Zweistundentakt annähernd (6 Zugpaare werktags, 5 Zugpaare sonntags) | Stadler KISS                                          |

### Regionalverkehr

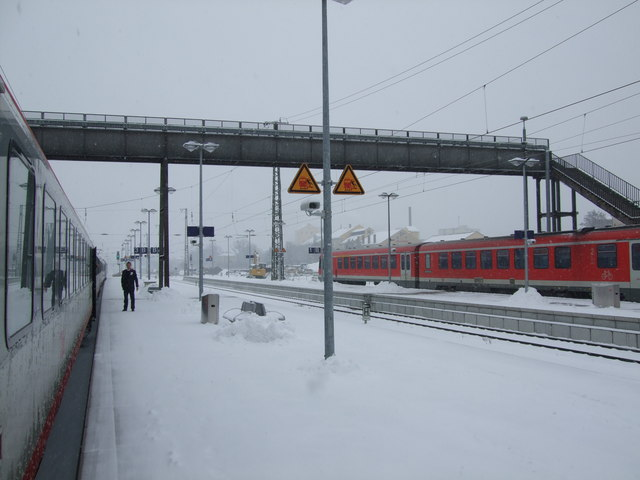
Bahnsteig im Winter mit Eurocity und Regionalbahn in Richtung Wasserburg, 2010. Der Kleppersteg im Hintergrund wurde 2017 abgerissen.

Der Bahnhof Rosenheim ist ein Vollknoten im Regionalverkehr. Stündlich kommen im Bahnhof Regionalzüge aus München, Salzburg, Holzkirchen, Wasserburg oder Mühldorf und Kufstein an. Diese fahren etwa zeitgleich in den Bahnhof ein und wenige Minuten später wieder ab.
Seit Dezember 2013 betreibt die Bayerische Oberlandbahn den Regionalverkehr im E-Netz Rosenheim, das die Bahnstrecken von Rosenheim nach München, Holzkirchen, Kufstein und Salzburg umfasst. Die Züge verkehrten bis 2020 unter der Marke Meridian, seitdem unter dem Markennamen BRB Chiemgau-Inntal.
| Linie | Strecke                                                                       | Taktfrequenz                         |
| ----- | ----------------------------------------------------------------------------- | ------------------------------------ |
| RE5   | München – Rosenheim – Prien a Chiemsee – Traunstein – Freilassing – Salzburg  | stündlich                            |
| RB44  | Rosenheim – Wasserburg – Mühldorf (– Neumarkt-St. Veit – Landshut)            | stündlich                            |
| RB54  | München – Grafing Bahnhof – Rosenheim – Kufstein                              | stündlich                            |
| RB58  | Rosenheim – Bad Aibling – Kreuzstraße – Holzkirchen (– Deisenhofen – München) | stündlich (halbstündlich in der HVZ) |

### Güterverkehr
In der Umgebung von Rosenheim befinden sich nur noch wenige Fabriken, die ihre Güter mit der Bahn befördern. Hier ist allein das Zementwerk Rohrdorf zu nennen. Um dieses mit der Bahn zu bedienen, findet in Rosenheim meist ein Lokwechsel statt. Außerdem existieren noch wenige Ortsgüterzüge auf der Mangfallbahn zur Anbindung kleinerer Fabriken, hierzu werden Züge in Rosenheim neu bereitgestellt, um eine Weiterfahrt zu ermöglichen. DB Cargo Deutschland stieg in der Umgebung von Rosenheim im Güterverkehr immer mehr aus. 2008 wurde der Bahnhof werktags von bis zu 150 Güterzügen durchfahren. Davon verkehren etwa 50 Züge auf der Bahnstrecke München–Salzburg, diese verkehren weiter in Richtung Türkei, Griechenland, Ljubljana und Triest und werden von der ÖBB, DB Cargo und Lokomotion betrieben. Die Bahnstrecke München–Kufstein wird von ungefähr 100 täglichen Zügen befahren. Darunter Züge von TX Logistik, die von Köln, Herne und Lübeck nach Hall in Tirol oder Verona (Brennerverkehr) fahren. Außerdem wird die Strecke München–Kufstein auch von Güterzügen der ÖBB, Lokomotion und teilweise auch von DB Cargo bedient, die meistens auch über den Brenner fahren.

### Anschluss an den Individual- und Busverkehr
Der Bahnhof liegt im Verbundraum des Münchner Verkehrs- und Tarifverbund und ist mit zahlreichen Regional- und Stadtbuslinien an den Busverkehr angeschlossen. Außerdem verkehrt am Bahnhof Rosenheim ein Nacht-Express, der am Wochenende und vorfeiertags die Weiterfahrt ermöglicht.
Nordwestlich des Empfangsgebäudes befindet sich eine kostenpflichtige Park-and-Ride-Anlage, diese verfügt über 400 Pendlerparkplätze. Zudem sind Taxistände an beiden Ausgängen vorhanden.

## Zukunft
Auf der Expo Real 2011 stellte die Stadt Rosenheim ein Konzept zur zukünftigen Nutzung der Flächen nördlich und südlich der Gleise vor. So sollte der Bahnhofsvorplatz ab 2013 aus Haushaltsmitteln der Stadt neu gestaltet werden. Am 27. Juli 2011 beschloss der Stadtrat außerdem das städtebauliche Entwicklungskonzept für die knapp 6 Hektar großen Brachflächen nördlich der Gleisanlagen. Dieses sieht eine Nutzung durch Handel, Tourismus-, Gewerbe- und Dienstleistungseinrichtungen vor. Perspektivisch sollen die 20 Hektar Fläche südlich der Gleise ebenfalls neu genutzt werden. Hier plant man die Etablierung eines Bildungs-, Forschungs- und Technologiecampus. Eine neue, westlich des Bahnhofs gelegene barrierefreie Fußgänger- und Radfahrerbrücke soll zudem den südlichen Teil der Stadt besser mit der Innenstadt verbinden. Erste Maßnahmen, wie der Busbahnhof, wurden bereits umgesetzt.
Der Raum Rosenheim soll im Zuge des „Starterpakets“ der Digitalen Schiene Deutschland, als Teil des TEN-Kernnetzkorridors Skandinavien–Mittelmeer, bis 2030 mit Digitalen Stellwerken und ETCS ausgerüstet werden. Ein Vergabeverfahren für erste Planungsleistungen in den Netzbezirken Rosenheim und Freilassing wurde im September 2022 eingestellt.